# Eduardo Coudet
Eduardo Germán „Chacho” Coudet (ur. 12 września 1974 w Buenos Aires) – argentyński piłkarz pochodzenia włoskiego występujący na pozycji prawego pomocnika, trener piłkarski. Obecnie pełni funkcję trenera hiszpańskiego klubu Deportivo Alavés.

## Kariera klubowa
Coudet pochodzi ze stołecznego Buenos Aires i jest wychowankiem tamtejszego zespołu CA Platense (zaczynał tam karierę równolegle z Davidem Trezeguetem). Do seniorskiej drużyny został włączony jako dziewiętnastolatek i w argentyńskiej Primera División zadebiutował 25 października 1993 w zremisowanym 0:0 spotkaniu z Boca Juniors. Szybko został wyróżniającym się graczem ekipy, premierowego gola w najwyższej klasie rozgrywkowej zdobywając 14 sierpnia 1994 w wygranej 4:1 konfrontacji z Gimnasią y Tiro. Po dwóch latach spędzonych bez większych osiągnięć w Platense, przeniósł się do wyżej notowanego Rosario Central. Tam mimo młodego wieku został filarem drużyny i kapitanem w taktyce szkoleniowca Ángela Tulio Zofa. W 1995 roku triumfował z Central w międzynarodowych rozgrywkach Copa CONMEBOL, a ogółem przez trzy lata w klubie zaskarbił sobie miano ulubieńca kibiców i czołowego pomocnika w lidze. W lipcu 1998 zasilił San Lorenzo de Almagro, gdzie jako podstawowy piłkarz grał przez rok.
Latem 1999 Coudet został graczem stołecznego giganta – zespołu CA River Plate. Przez kolejne trzy lata miał pewne miejsce w wyjściowym składzie, odnosząc z River serię sukcesów na arenie krajowej. Już w pierwszym, jesiennym sezonie Apertura 1999 wywalczył swoje pierwsze mistrzostwo Argentyny; osiągnięcie to powtórzył także pół roku później, podczas wiosennych rozgrywek Clausura 2000. Bezpośrednio po tym przez trzy sezony z rzędu zdobywał tytuły wicemistrzowskie – kolejno w rozgrywkach Apertura 2000, Clausura 2001 oraz Apertura 2001, by w sezonie Clausura 2002 zanotować z drużyną Ramóna Díaza trzeci tytuł mistrza Argentyny. Zaraz po ostatnim z wymienionych osiągnięć został wypożyczony do hiszpańskiej Celty Vigo, mając w niej zastąpić Walerego Karpina. W tamtejszej Primera División zadebiutował 15 września 2002 w wygranym 3:1 meczu z Mallorcą. W Celcie spędził jednak tylko pół roku, w dodatku jako rezerwowy – nie potrafił zaadaptować się w nowym środowisku i został uznany za rozczarowanie transferowe.
Bezpośrednio po powrocie do River Plate, Coudet wywalczył swój czwarty tytuł mistrza Argentyny – w sezonie Clausura 2003, a w tym samym roku dotarł również do finału rozgrywek Copa Sudamericana. Piąte i zarazem ostatnie mistrzostwo kraju osiągnął w sezonie Clausura 2004, będące zarazem uwieńczeniem jego pięcioletniego (z półroczną przerwą w Hiszpanii) pobytu w River. Został zapamiętany jako ważny gracz jednej z bardziej utytułowanych drużyn w historii klubu, współtworząc ją między innymi z Javierem Saviolą, Javierem Mascherano, Lucho Gonzálezem, Fernando Cavenaghim czy Arielem Ortegą. W lipcu 2004 wrócił do Rosario Central, tym razem nie potrafił jednak nawiązać do sukcesów odnoszonych w poprzednich zespołach. Po upływie sześciu miesięcy po raz drugi w karierze – na zasadzie rocznego wypożyczenia – przeniósł się do San Lorenzo de Almagro, gdzie również nie odniósł większych osiągnięć.
Wiosną 2007 Coudet został piłkarzem meksykańskiego klubu San Luis FC z siedzibą w San Luis Potosí. W meksykańskiej Primera División zadebiutował 21 stycznia 2007 w przegranym 1:4 pojedynku z Américą. Szybko wywalczył sobie niepodważalną pozycję w wyjściowej jedenastce, premierowego gola zdobywając 11 sierpnia 2008 w wygranym 3:2 spotkaniu z Necaxą. Z San Luis plasował się jednak wyłącznie w środku tabeli. W styczniu 2009 udał się na sześciomiesięczne wypożyczenie do ekipy Club Necaxa z miasta Aguascalientes, której jednak nie zdołał uchronić przed spadkiem do drugiej ligi meksykańskiej. Po relegacji spędził jeszcze pół roku w San Luis, po czym powrócił do ojczyzny, gdzie przez sześć miesięcy grał – jako rezerwowy – na wypożyczeniu w Colónie Santa Fe.
W lipcu 2010 Coudet podpisał kontrakt z amerykańskim Philadelphia Union, w którego barwach 31 lipca w zremisowanej 1:1 konfrontacji z New England Revolution zadebiutował w Major League Soccer. W ekipie prowadzonej przez Piotra Nowaka występował ze średnim skutkiem przez pół roku, po czym w marcu 2011 zasilił ekipę z drugiego szczebla rozgrywek – Fort Lauderdale Strikers. Tam w sezonie 2011 jako podstawowy pomocnik dotarł do finału rozgrywek North American Soccer League, a bezpośrednio po tym w wieku 37 lat zakończył piłkarską karierę.

## Kariera trenerska
Po zakończeniu kariery Coudet rozpoczął pracę w roli szkoleniowca, w styczniu 2015 obejmując swój były klub Rosario Central. Jego pierwsza praca trenerska okazała się sporym sukcesem – podczas swojego dwuletniego pobytu w Central dwa razy z rzędu dotarł do finału pucharu Argentyny – Copa Argentina (2015 i 2016), przegrywając w nich z krajowymi gigantami (odpowiednio Boca Juniors i River Plate). Powyżej oczekiwań jego podopieczni spisywali się również w lidze, zajmując kolejno trzecią i siódmą lokatę w tabeli. W grudniu 2016 zrezygnował z posady trenera Central. Pięć miesięcy później powrócił do Meksyku, w maju 2017 zostając szkoleniowcem tamtejszego Club Tijuana. Prowadził go ze średnim powodzeniem do października, po czym zrezygnował ze stanowiska wobec zaległości płacowych.